# Мейан (Шер)
Мейа́н (фр. Meillant) — коммуна во Франции, находится в регионе Центр. Департамент — Шер. Входит в состав кантона Сент-Аман-Монтрон. Округ коммуны — Сент-Аман-Монтрон.
Код INSEE коммуны — 18142.
Коммуна расположена приблизительно в 240 км к югу от Парижа, в 135 км южнее Орлеана, в 35 км к югу от Буржа.

## Население
Население коммуны на 2008 год составляло 781 человек.
| 1962 | 1968 | 1975 | 1982 | 1990 | 1999 | 2008 |
| ---- | ---- | ---- | ---- | ---- | ---- | ---- |
| 745  | 772  | 658  | 684  | 749  | 792  | 781  |

## Администрация
| Период | Период | Фамилия            | Партия | Примечания |
| ------ | ------ | ------------------ | ------ | ---------- |
|        | 2002   | Мюриэль де Мортмар |        |            |
| 2002   | 2012   | Мишель Гийон       |        | фермер     |
| 2012   | 2014   | Бернар Дюме        |        |            |

## Экономика
Основу экономики составляют лесное и сельское хозяйство.
В 2007 году среди 490 человек в трудоспособном возрасте (15-64 лет) 360 были экономически активными, 130 — неактивными (показатель активности — 73,5 %, в 1999 году было 74,5 %). Из 360 активных работали 319 человек (175 мужчин и 144 женщины), безработных было 41 (18 мужчин и 23 женщины). Среди 130 неактивных 42 человека были учениками или студентами, 65 — пенсионерами, 23 были неактивными по другим причинам.

## Достопримечательности
- Замок Мейан (XIII—XIV века). Исторический памятник с 1926 года[3]
  - Музей в замке
- Доменная печь (1768 год). Исторический памятник с 1991 года[4]
- Церковь Сент-Обен (XVI век)
- Несколько домов XVI века

## Фотогалерея
- Замок Мейан
- Замок Мейан
- Замок Мейан
- Карта коммуны